# Luxembourg au Concours Eurovision de la chanson 1974
Le Luxembourg a participé au Concours Eurovision de la chanson 1974, le 6 avril 1974 à Brighton (Angleterre) au Royaume-Uni. C'est la 18e participation luxembourgeoise au Concours Eurovision de la chanson.
Le pays est représenté par la chanteuse Ireen Sheer et la chanson Bye Bye I Love You, sélectionnées en interne par Télé Luxembourg.

## Sélection interne
Le radiodiffuseur luxembourgeois, Télé Luxembourg (RTL), choisit l'artiste et la chanson en interne pour représenter le Luxembourg au Concours Eurovision de la chanson 1974.
Lors de cette sélection, c'est la chanson Bye Bye I Love You, écrite par Michael Kunze, composée par Ralph Siegel et interprétée par Ireen Sheer, qui fut choisie avec Charles Blackwell comme chef d'orchestre.
| Ordre | Interprète  | Chanson            | Langue            |
| ----- | ----------- | ------------------ | ----------------- |
| 1     | Ireen Sheer | Bye Bye I Love You | Français, anglais |

## À l'Eurovision
Chaque pays a un jury de dix personnes. Chaque membre du jury peut donner un point à sa chanson préférée.

### Points attribués par le Luxembourg
| 3 points | Belgique             |
| 2 point  | Irlande Monaco       |
| 1 point  | Espagne Italie Suède |

### Points attribués au Luxembourg
| 10 points | 9 points | 8 points  | 7 points                        | 6 points                                          |
| --------- | -------- | --------- | ------------------------------- | ------------------------------------------------- |
|           |          |           |                                 |                                                   |
| 5 points  | 4 points | 3 points  | 2 points                        | 1 point                                           |
|           |          | - Irlande | - Israël - Italie - Yougoslavie | - Allemagne - Belgique - Espagne - Grèce - Monaco |

Ireen Sheer interprète Bye Bye I Love You en 9e position, après la Suède et avant Monaco. Au terme du vote final, le Luxembourg termine 4e, ex aequo avec Monaco et le Royaume-Uni, sur 17 pays avec 14 points.